# Irving Pérez Pineda
Irving Adrián Pérez Pineda (Jojutla, 16 de mayo de 1986) es un deportista mexicano que compite en triatlón. Ganó dos medallas de bronce en los Juegos Panamericanos, en los años 2015 y 2019, y cinco medallas en el Campeonato Panamericano de Triatlón entre los años 2014 y 2021.

## Palmarés internacional
| Juegos Panamericanos    | Juegos Panamericanos        | Juegos Panamericanos | Juegos Panamericanos |
| Año                     | Lugar                       | Medalla              | Prueba               |
| ----------------------- | --------------------------- | -------------------- | -------------------- |
| 2015                    | Toronto (Canadá)            | Medalla de bronce    | Individual           |
| 2019                    | Lima (Perú)                 | Medalla de bronce    | Relevo mixto         |
| Campeonato Panamericano |                             |                      |                      |
| Año                     | Lugar                       | Medalla              | Prueba               |
| 2014                    | Dallas (Estados Unidos)     | Medalla de bronce    | Individual           |
| 2015                    | Monterrey (México)          | Medalla de plata     | Individual           |
| 2019                    | Monterrey (México)          | Medalla de oro       | Individual           |
| 2019                    | Monterrey (México)          | Medalla de plata     | Relevo mixto         |
| 2021                    | St. George (Estados Unidos) | Medalla de oro       | Individual           |